# ミナミアフリカオットセイ
ミナミアフリカオットセイ（Arctocephalus pusillus）はアフリカ大陸南部海岸とオーストラリア大陸南部海岸に分布するオットセイの一種。

## 特徴

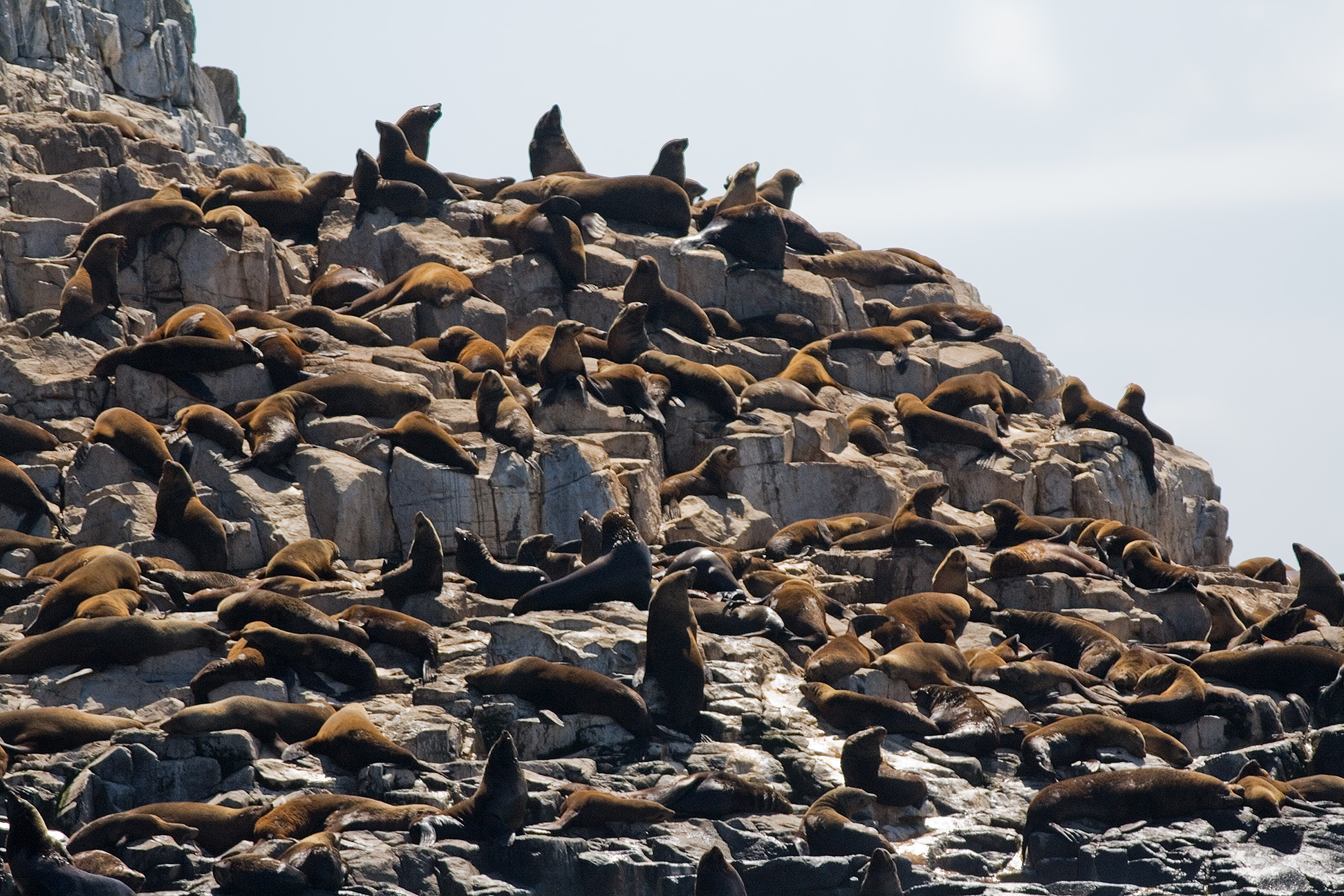
ミナミアフリカオットセイの群れ

オットセイの中でも最大かつ強健な種である。大きく幅広い頭に尖った鼻（平らか、僅か上向きになっている）を持つ。外耳介があり、ヒゲは長く、特に成体の雄ではヒゲが耳介を越えて後方に伸びることがある。前鰭脚は、長さの約4分の3がまばらな毛で覆われている。後鰭脚は大きな体に比べて短く、指の先端は短く肉厚である。体長と体重は、亜種によって異なる。南アフリカの亜種は、平均してオーストラリアの亜種よりわずかに大きい。
南アフリカ亜種 (A. p. pusillus) は、オスは平均体長2.3m、体重200-300kg。メスは平均体長1.8mで、ふつうは体重120kgほど。
オーストラリア亜種 (A. p. doriferus) は、オスは体長2.0-2.2m、体重190-280kg。メスは体長1.2-1.8m、体重36-110kg。
成体のオスは濃灰色～褐色で、短く粗い毛で成る濃いたてがみと明色の腹をもつ。成体のメスは明褐色～灰色で、明色の喉と暗色の背・腹を持つ。前鰭脚は暗褐色～黒色である。仔は産まれたときは黒色で、3~5ヶ月で喉部が青白い灰色になる。アフリカの亜種の頭蓋骨には、外後頭のmastoid processとjugular processの間に大きな稜がある。